# نهاية سفلية للظنبوب
النهاية السفلية للظنبوب (بالإنجليزية: Lower extremity of tibia)‏ أصغر بكثير من النهاية العلوية للظنبوب ، ولها خمسة أسطح.
الناحية الإنسية لها تمتد لأسفل على هيئة بروز قوي يُسمّى: الكعب الإنسي.

## الأسطح
النهاية السفلية للظنبوب لها خمسة أسطح:
1. السطح السفلي المفصلي (inferior articular surface): رباعي الأضلاع ، وهو ناعم للتمفصل مع الكَاحِل (talus). السطح مقعّر من الأمام إلى الخلف ، و أعرض من الأمام عن الخلف ، و يتخلله من الأمام إلى الخلف ارتفاع طفيف يفصل بين منخفضين. و هو مستمر في ذلك مع الكعب الإنسي.
2. السطح الأمامي (anterior surface): ناعم ومستدير من أعلى و مُغطىًّ بأوتار العضلات الباسطة. حافته السفلي عليها انخفاض مستعرض خشن يرتبط عليه المحفظة المفصلية لمفصل الكاحل.
3. السطح الخلفي (posterior surface): يتخلله أخدود غير عميق يتوجه بميل للأسفل في الاتجاه الإنسي ، مستمرا مع أخدود مماثل على السطح الخلفي للكاحل ، ليمرّ فيه وتر العَضَلَة المُثنِيَة الطَويلَة لإبهام القَدم (بالإنجليزية: Flexor hallucis longus muscle)‏.
4. السطح الوحشي (الخارجي) (lateral surface): عليه انخفاض خشن مثلث الشكل ، يرتبط عليه الرباط السفلي بين العظام (بالإنجليزية:  inferior interosseous ligament)‏ الذي يوصلها بقصبة الساق. الجزء السفلي من هذا الانخفاض ناعم و مُغطى بغضروف طري ويتمفصل مع عظم الشظية. يحدّ السطح حافّتان ناتئتان هما الأكيمة الأمامية و الأكيمة الخلفية ، ويستمر السطح مع الحافة الظنبوبية بين العظام (interosseous crest) ، و يرتبط عليهما الرباطان الأمامي والخلفي للكعب الوحشي.
5. السطح الإنسي (الداخلي) (medial surface): انظر كعب للتفاصيل.

## الكسور
هناك العديد من أنظمة تصنيف كسور الكاحل لقصبة الساق (الظنبوب)، وذلك تبعاً لموضع الكسر أو لآلية الكسر:
- الكعب الإنسي - تصنيف هيرسكوفيتشي [2] (بالإنجليزية: Herscovici classification)‏.
- الكعب الوحشي - تصنيف هاروجوتشي [3] (بالإنجليزية: Haruguchi classification)‏.
- آلية الكسر - تصنيف لاوجه-هانسن [4] (بالإنجليزية: Lauge-Hansen classification)‏.

## صور إضافية

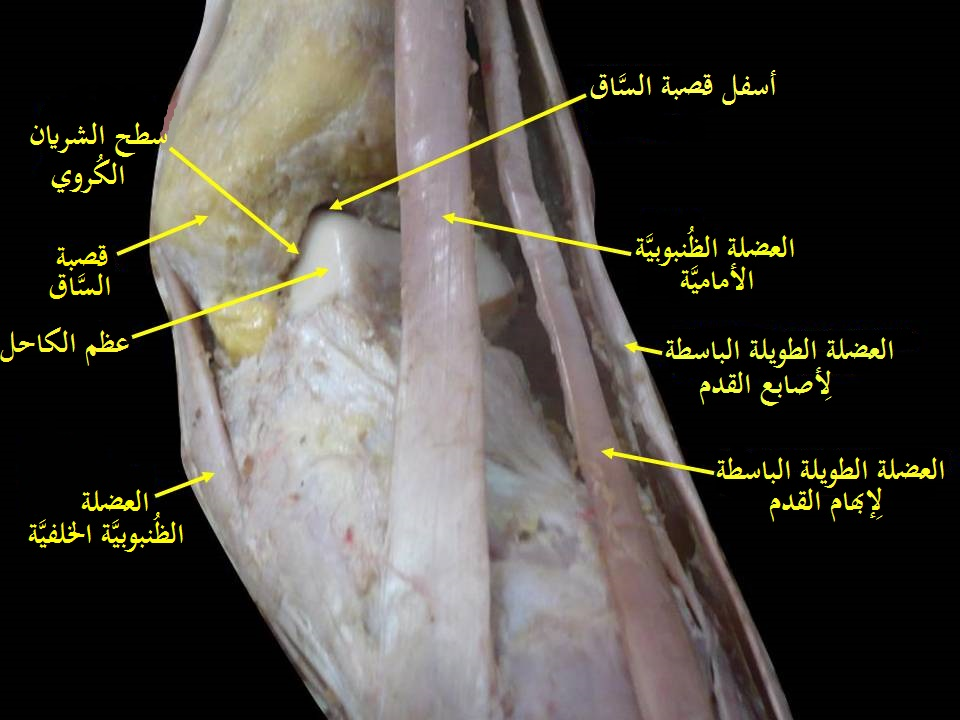
ظهر القدم. مفصل الكاحل. تشريح عميق.
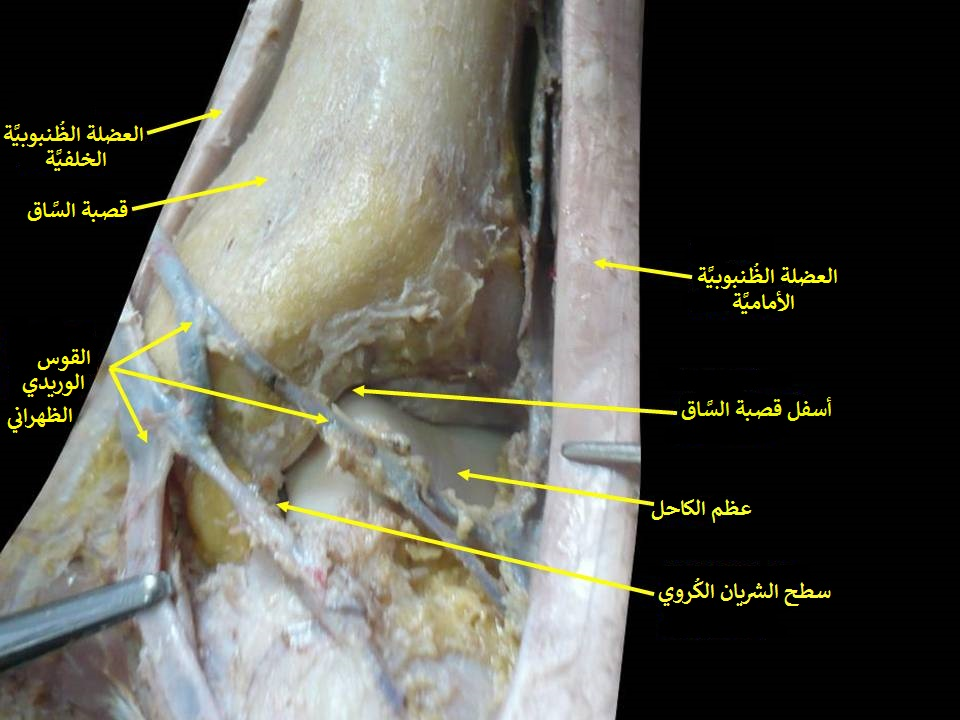
ظهر القدم. مفصل الكاحل. تشريح عميق.
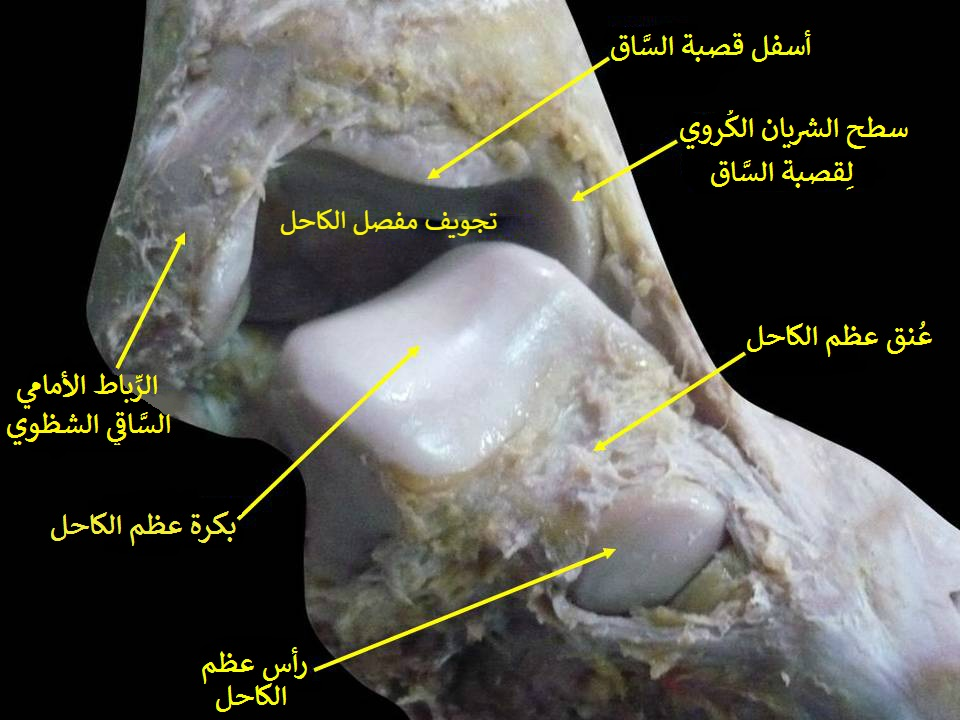
مفصل الكاحل. تشريح عميق. رؤية أمامية.
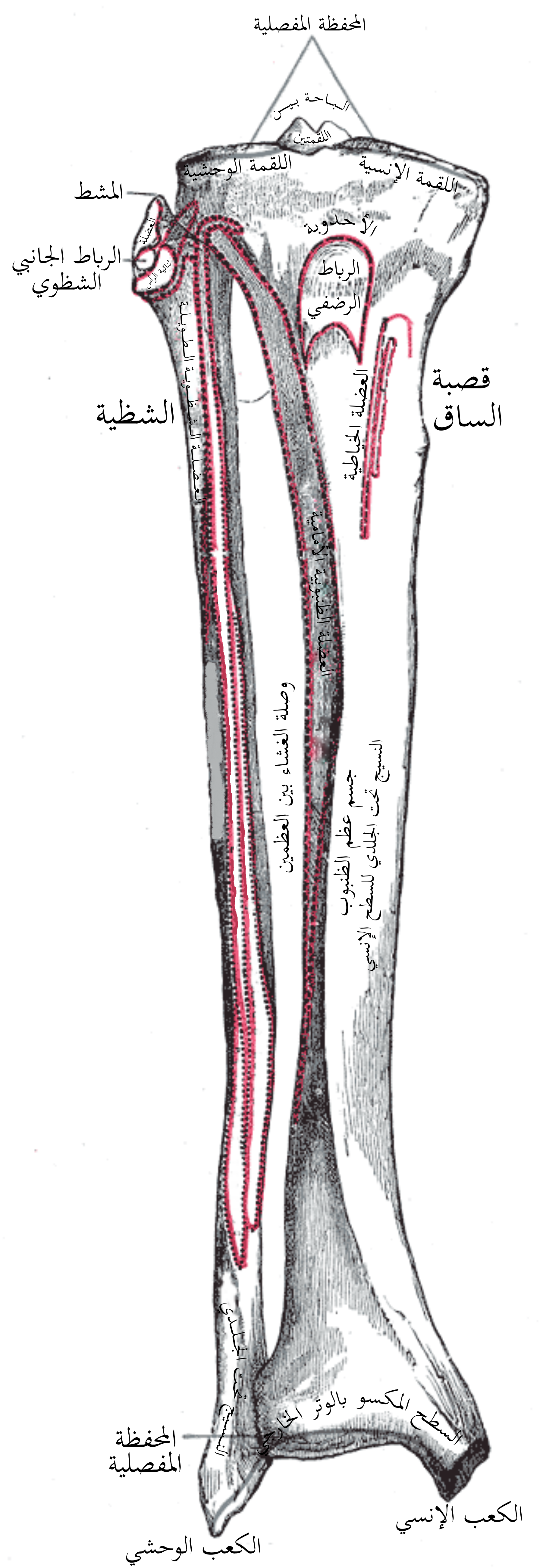
عظام الساق اليمنى ، السطح الأمامي.
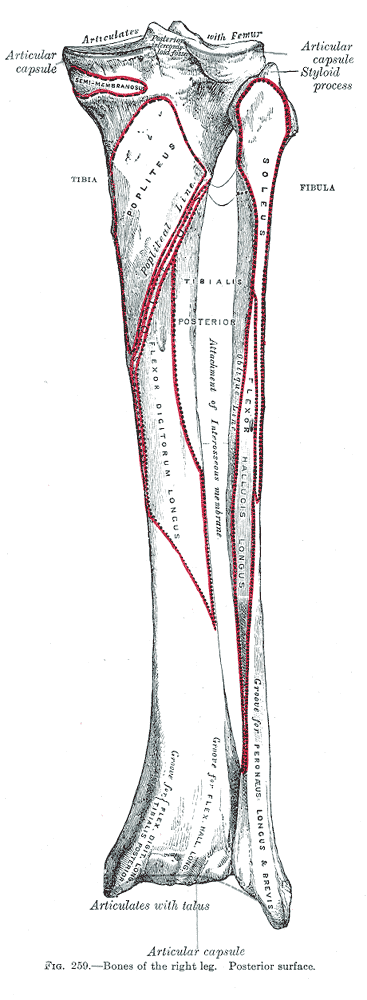
عظام الساق اليمنى ، السطح الخلفي.
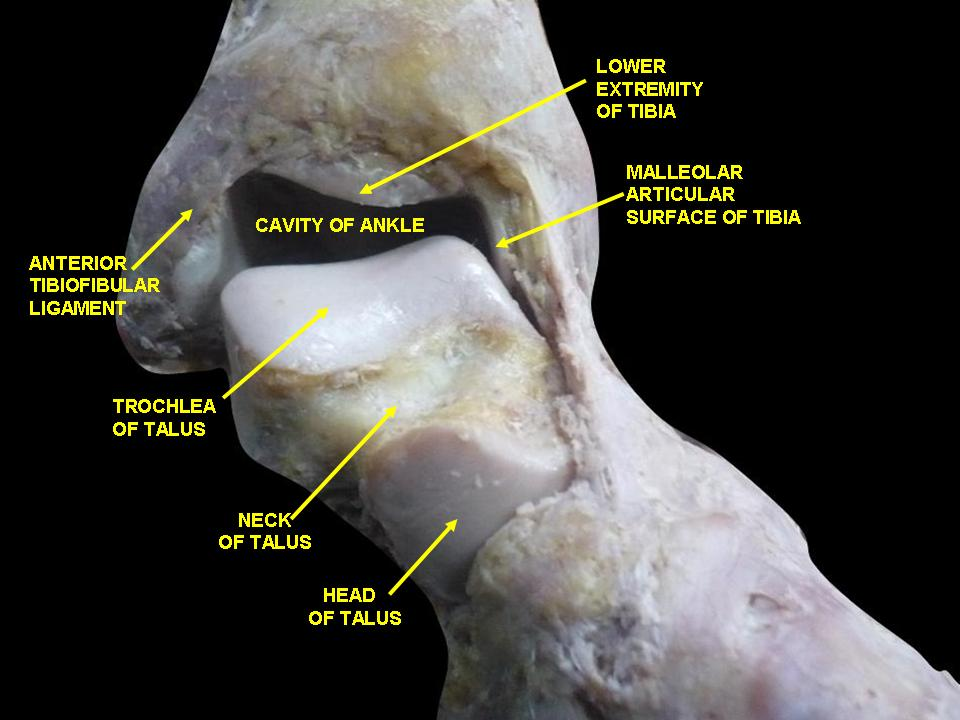
ظهر القدم. مفصل الكاحل. تشريح عميق.
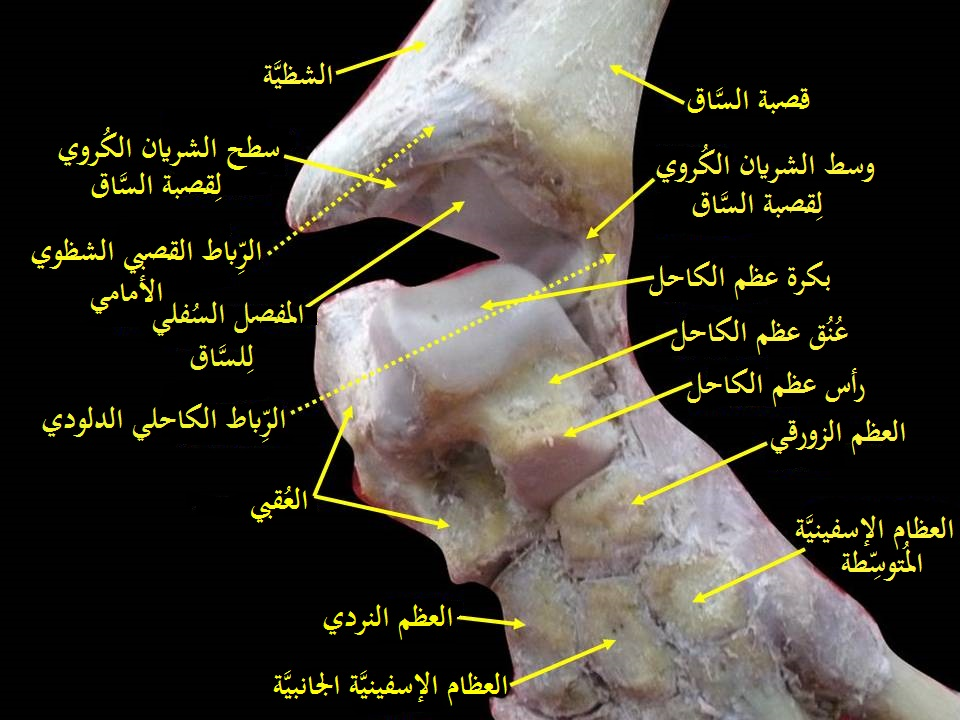
مفصل الكاحل. تشريح عميق.
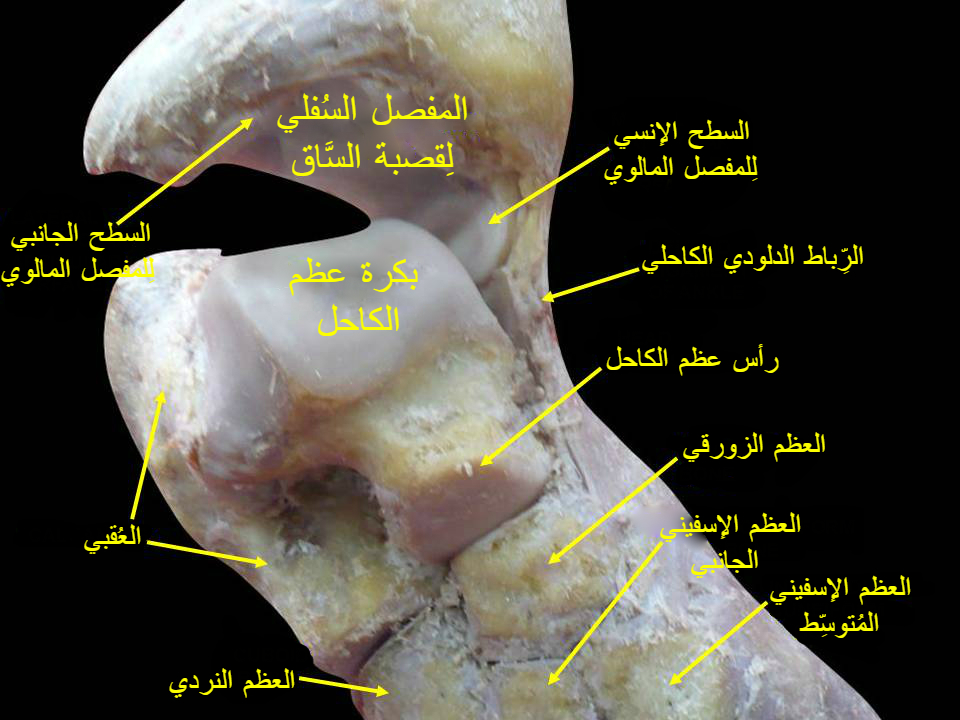
مفصل الكاحل. تشريح عميق.
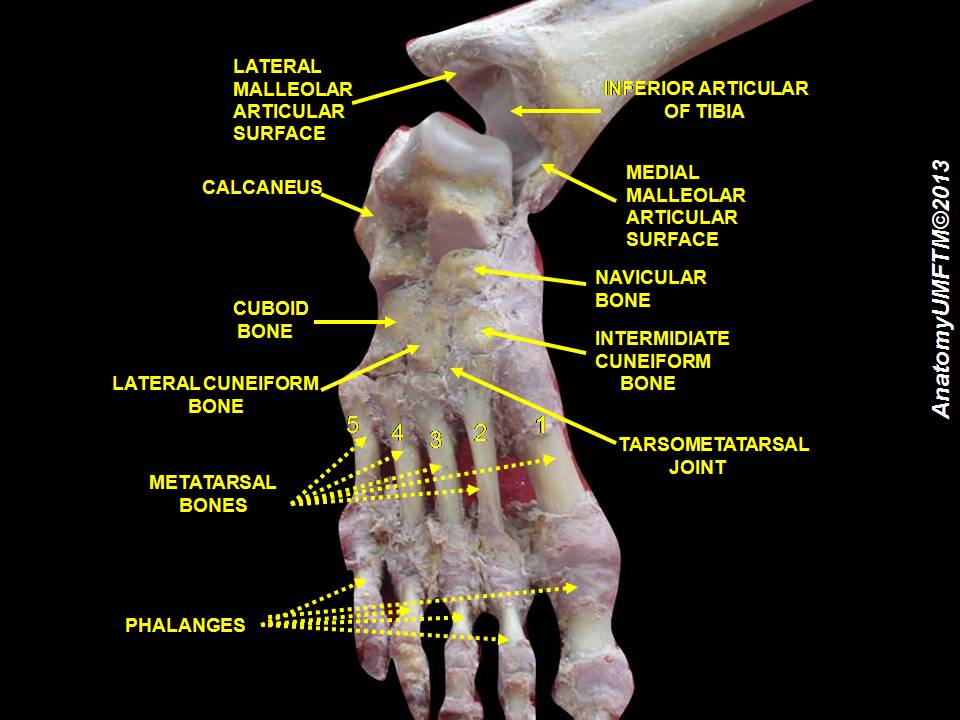
مفصل الكاحل. تشريح عميق.
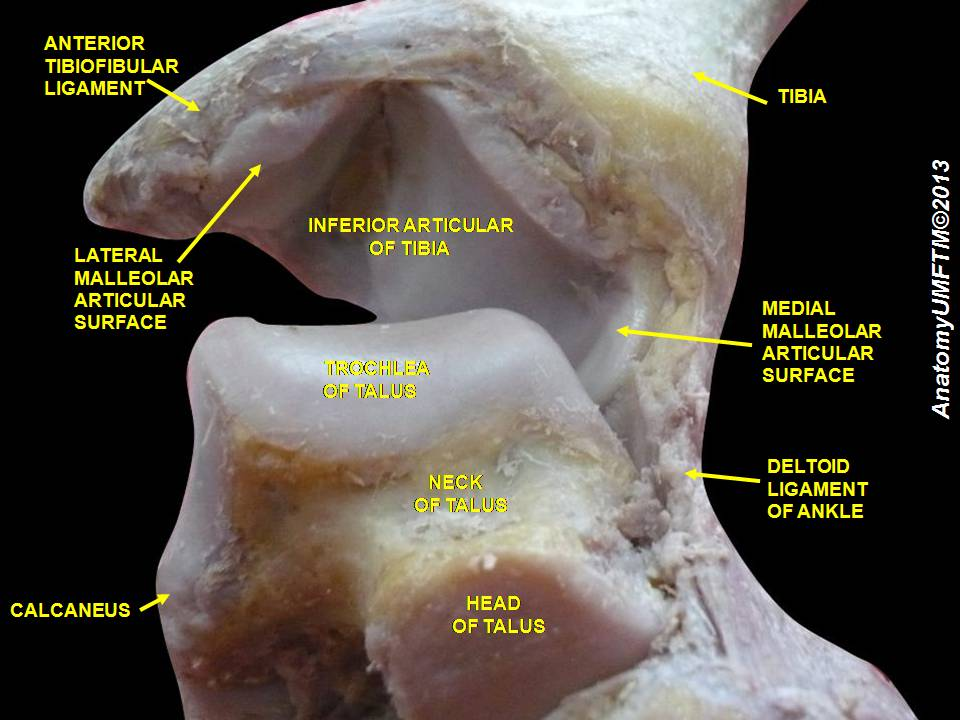
مفصل الكاحل. تشريح عميق.